# اربن اوتفیترز
اربن اوتفیترز (انگلیسی: Urban Outfitters) شرکت خرده‌فروشی آمریکایی است، که در سال ۱۹۷۰ تأسیس شد.